# 金上京历史博物馆
金上京历史博物馆，旧名阿城县博物馆，位于中国黑龙江省哈尔滨市阿城区延川大街南2公里处，始建于1961年。由于火灾隐患问题，博物馆在2019年5月关闭，进行整改。阿城区金上京历史博物馆以金代历史为主题，设九个展厅，博物馆中另设晁楣艺术馆、粘氏石器馆两馆。2009年时，金上京历史博物馆有文物1,791余件套，其中国家一级文物20件。博物馆是第二批国家三级博物馆。

## 历史
1961年，阿城县博物馆成立。1965年，阿城县博物馆改为阿城县文管所。1986年，阿城县恢复博物馆，并定名金上京历史博物馆。1987年，阿城市金上京历史博物馆异地建设新馆，投资2000万元人民币。新馆在1998年10月8日正式开放。新馆为齐康设计，占地面积5万平方米，建筑面积5,400平方米，设九个展厅，展厅总面积3,000平方米，建筑风格带有金代特色。2001年，以金上京历史博物馆为主体的“哈尔滨金源文化旅游区”获评国家4A级旅游景区。2005年8月，因馆舍老化，阿城市花费830万元人民币对博物馆进行改造。改造历时三个月完成，2006年1月6日，博物馆于哈尔滨市冰雪节阿城主题日重新开馆。2006年9月，金上京历史博物馆中新建的晁楣艺术馆开馆。2007年6月，另一座“馆中馆”粘氏石器馆开馆。2012年，阿城金太祖陵划归金上京历史博物馆管理。2013年5月，金上京历史博物馆获评第二批国家三级博物馆。

## 展览
金上京历史博物馆设九个展厅，地上五个，地下四个。2005年改造后，九个展厅是：序言、女真崛起、金上京的辉煌、金源文化与金源人物、完颜后裔、金上京与金中都、金源絮余、金源遗风——女真族与满族、金源宝鉴——金代铜镜。晁楣艺术馆展出晁楣捐赠的80多幅版画、20多幅国画及书法。粘氏石器馆展示金代石器。1998年时，金上京历史博物馆的“金上京历史陈列”获得了第二届全国博物馆十大陈列展览精品评选精品奖。

## 馆藏
据2009年的数据，金上京历史博物馆藏有文物1,791余件套，其中国家一级文物20件，国家二级文物11件，国家三级文物18件。主要藏品有铜坐龙，直径43厘米、12.4公斤重的双鲤鱼铜镜，承安宝货，宝严大师塔铭志，黄金带跨，战国青铜剑，鎏金佛像等。馆藏的二百余面金代铜镜是博物馆的特色之一。